# Fargaire

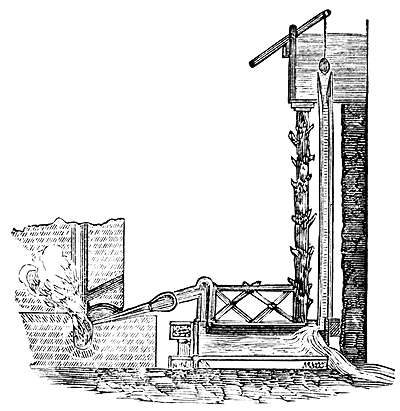
Esquema d'una farga catalana. A la dreta el sistema de trompa d'aigua i a l'esquerra el forn

Un fargaire era un menestral que treballava en una farga catalana. La majoria de les fargues produïen ferro però n'hi havia algunes destinades a l'obtenció de coure.
En una farga treballaven deu o dotze persones sota l'autoritat del mestre fargaire.

## Organització
En una farga ferrera s'obtenia ferro a partir de mena de ferro (mineral) i carbó vegetal (combustible). El combustible i el mineral es portaven des de llocs relativament propers fins a la farga. La farga pròpiament dita era el conjunt d'instal·lacions que permetien el procés: trompa d'aigua, tovera, caixa dels vents, forn (o fornal), martinets... El conjunt estava protegit per un edifici senzill, format per quatre parets i un sostre.

### Mestre fargaire i ajudant

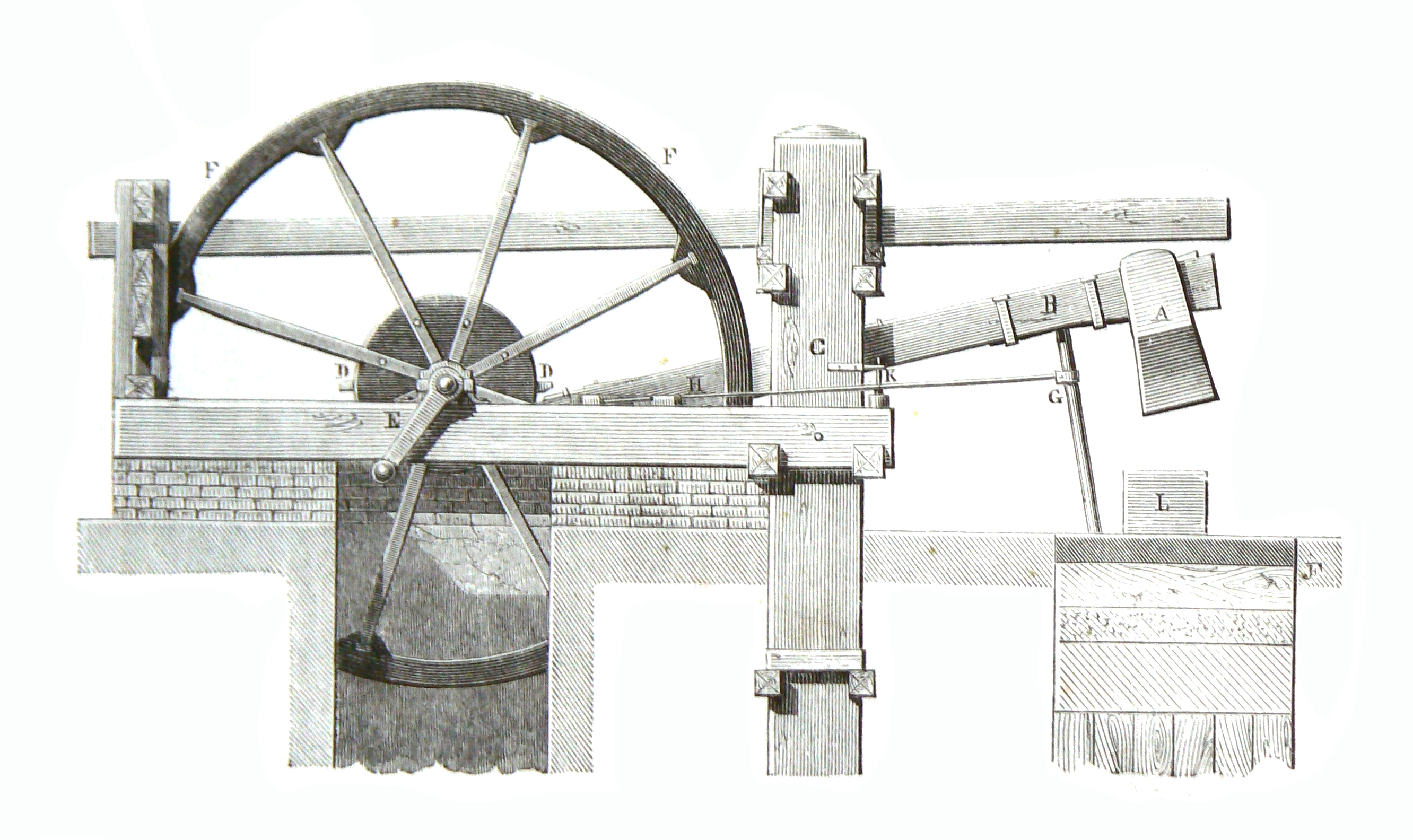
Il·lustració d'un martinet, curs de mecànica de Delaunay Ch, edició de 1868

El mestre fargaire era el responsable de tot el procés. Primerament construïa el forn en la forma i dimensions que considerava adequada. Fins i tot quan es tornava a obrir una farga abandonada o quan canviava el responsable, el forn es feia de bell nou.
El mestre fargaire i el seu ajudant s'encarregaven del bon funcionament de les trompes d'aigua i del bon estat de la tovera. També controlaven les quantitats de carbó, de mena i de grillada, que s'abocaven al forn, i de la qualitat del ferro que es volia aconseguir. Conjuntament amb el maller extreien el masser del forn i el giravoltaven sota el mall del martinet per expulsar la resta d'escòria.

### Maller i ajudant
El maller i el seu ajudant s'encarregaven de la part mecànica de la roda hidràulica i del martinet, del mall i de l'enclusa, i d'ajudar a remoure el masser sota el mall; conjuntament amb el fargaire i el seu ajudant, controlava el ritme dels cops de mall mitjançant la comporta de la roda hidràulica. Finalitzada l'extracció de les escòries del masser, s'encarregaven de tallar-lo en quatre parts anomenades massoquetes. El picamener es feia càrrec de trossejar la mena a cops de mall o de martell per després fer-ne dues parts, la grillada i la mena. Si la mena que arribava a la farga era massa compacta, la posava al foc per després deixar-la reposar un temps a la intempèrie perquè s'hidratés i es tornés porosa.

### Foguers
Dos foguers, amb els seus respectius ajudants, s'ocupaven de tot el procediment de reducció que es duia a terme al forn, així com de mantenir al roig el foc de la fornal per conservar escalfades les massoques i les massoquetes.

### Personal extern

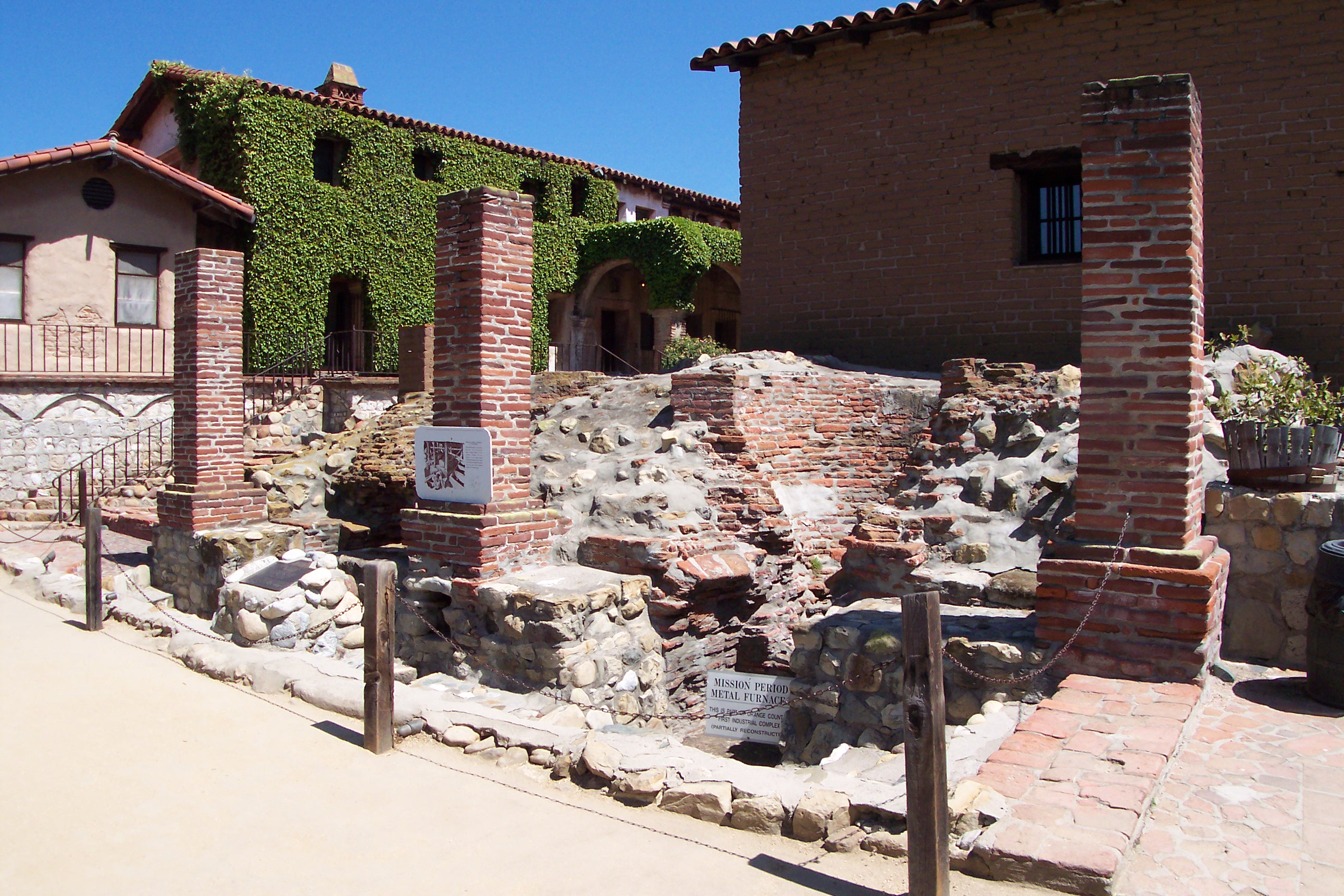
Restes de dues fargues catalanes del a la Missió de San Juan Capistrano (Califòrnia, Estats Units)

El personal extern estava format per l'administrador i l'encarregat. L'administrador s'encarregava de la part comercial i econòmica; treballava per al propietari arrendador de la farga o per al fargaire. L'encarregat o ferrer tenia la responsabilitat de l'abastiment del carbó i de la mena, així com de la distribució als clients del ferro fargat o estirat.

## Documents
- 1010. “...ipsa farga...”[7]
- 1038. "...ipsa fabricata..."
- 1644. "...Ego Joannes Planyach fargayra in domo de la farga...", (arx. de Montblanc).
- 1758. «Joan Marra, fargaire, contra Josep Puigdengolas, tots de la Torra de Claramunt.»[8]
- 1790. Dues fargues catalanes del segle xviii a la Missió de San Juan Capistrano (Califòrnia, Estats Units).[9]
- 1861. Farga catalana funcionant a Bagà.[10]
- 1874. “La cansó de mestre Jan”. Aquest poema va guanyar la Flor natural als Jocs Florals de Barcelona de 1874 i recull algunes activitats dels fargaires.[11]